# Сан Вито Романо
Сан Вѝто Рома̀но (на италиански: San Vito Romano, на местен диалект Santuitu, Сантуиту) е малко градче и община в Централна Италия, провинция Рим, регион Лацио. Разположено е на 720 m надморска височина. Населението на общината е 3320 души (към 2013 г.).